# ارگاسم ساختگی
ارگاسم ساختگی زمانی اتفاق می‌افتد که شخص تظاهر می‌کند به اوج لذت جنسی رسیده در حالی که در حقیقت چنین نیست. در این حالت فرد رفتارهایی را که معمولاً در هنگام ارگاسم پدید می‌آیند را تقلید می‌کند؛ رفتارهایی همچون جنبش‌های بدن، صداها و انبساط و انقباض‌های ساختگی بدن. همچنین شخص ممکن است زبانی بیان کند که ارگاسم شده‌است.

## گوناگونی‌های جنسیتی
زنان بیش از مردان تظاهر به ارگاسم می‌کنند. در واقع ۲۶٪ از زنان اقرار کرده‌اند که در هر بار سکس ارگاسم ساختگی داشته‌اند. بیش از ۲۵٪ از زنان اظهار داشته‌اند در رابطه جنسی همواره ارگاسم واقعی شده‌اند. زنان نسبت به مردان از آمادگی کم‌تری برای رسیدن به ارگاسم در هر رابطه برخوردارند؛ چراکه بیش‌تر زنان برای رسیدن به ارگاسم نیاز به تحریک مستقیم کلیتوریس دارند و این در حالی است که بیش‌تر روش‌های آمیزش جنسی این امکان را برایشان فراهم نمی‌کنند. ارگاسم ساختگی که توسط زنان دگرجنس‌خواه صورت می‌گیرد، ممکن است به سبب تفاوت‌های مردانه، نیاز به تأیید شدن مردانه یا احساس شرم و ناتوانی جنسی مرد در عمل جنسی انجام شود.
در یک پژوهش تصادفی تلفی از ۱٬۵۰۱ تن از آمریکاییان، مشخص شد که ۴۸٪ زنان و ۱۱٪ مردان اقدام به ارگاسم ساختگی می‌کنند. چنانچه مردی از کاندوم بهره گیرد، به راحتی می‌تواند اقدام به ارگاسم ساختگی کند؛ چراکه انزال در مردان معمولاً پس از ارگاسم صورت می‌گیرد.

## دیگر کاراها

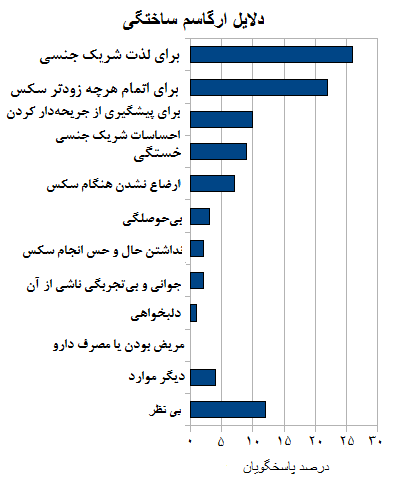
دلایلی که زنان برای تظاهر به ارگاسم ارائه کرده‌اند. این پژوهش توسط ای‌بی‌سی نیوز زیر نام «پرسش‌نامه جنسی آمریکا» و به سال ۲۰۰۴ صورت پذیرفت.

این‌طور نیست که ارگاسم همواره در رابطه جنسی به سهولت به دست آید. عدم توانایی در رسیدن به ارگاسم در هر دوجنس را آنورگاسمی می‌گویند که از جمله عوامل ایجاد آن می‌شود به اضطراب، افسردگی، خستگی، احساس شرم، ترس، درد هنگام مقاربت، ترس از حاملگی، نداشتن میل به شریک جنسی و ناخوشایند بودن محیط در هنگام مقاربت، مصرف مواد مخدر همچون الکل یا اثرات جانبی داروهای تجویز شده توسط پزشک اشاره کرد.
افراد ممکن است به دلایل مختلفی اقدام به ارگاسم ساختگی کنند که از جمله آن‌ها می‌توان به درخواست شریک جنسیشان برای رسیدن آن‌ها به ارگاسم در حالی که توانایی آن را ندارند یا میل به اتمام رابطه در حالی که نمی‌توانند این را بیان کنند یا دوری از عواقب ناخوشایند ارضاء نشدن یا صرفاً برای لذت دادن به شریک جنسیشان اشاره کرد.
یک شاعر رومی به نام اووید به سال ۲ پس از میلاد در رابطه با اینکه زنان باید ارگاسم ساختگی داشته باشند، در کتاب مشهور خود به نام آرس آماتوریا چنین سروده‌است:
چنین می‌سراید:
| « | خب، پس، عزیزان من، لذت را در استخوان‌های باریکتان حس کنید؛ آن را با کسی که دوستش می‌دارید مشترک شوید، حرف‌های لذت‌بخش و شیطنت‌آمیز بر زبان برانید؛ و اگر طبیعت از شما این حس لذت را دریغ کرده، شما به لب‌هایتان بیاموزید که دروغ بگویند و بگویند که لذت را با تمام وجود حس می‌کنند. ناخوش زنی است که نتواند به خوشی پاسخ درست بگوید. اما اگر قرار براین شد که تظاهر کنید، با زیاده‌روی در این کار به خود خیانت مکنید. بگذارید حرکات شما و چشمانتان ما را بفریبند و، با نفس‌نفس زدن، این وهم را کامل کنید. | » |

برخی ممکن است صرفاً به جهت نمایش، مثلاً هنگام سکس تلفنی یا ایفای نقش در پورنوگرافی اقدام به ارگاسم ساختگی کنند.
زن‌گرایی این باور را که ارگاسم ساختگی نشئت گرفته از این حقیقت است که رابطه جنسی، مردمحور است را در میان جوامع رواج داده‌است. آنان معتقدند در جامعه‌ای که بیش‌تر به لذت مرد بها داده می‌شود، زنان ناچارند دست به کارهایی بزنند که این لذت را برای مرد فراهم آورد؛ حتی اگر خودشان نتوانند از این لذت بهره‌ای ببرند. در یک مباحثه به سال ۱۹۶۷ از زنان خواسته شد تا دلایلشان برای ایجاد ارگاسم ساختگی را بررسی کنند و آنان چنین نتیجه گرفتند که این عمل، ناشی از فشاری است که سوی مردان حس می‌کردند. از همین روی ارگاسم ساختگی را مرتبط با مشکلات ناشی از واپس رانی تمایلات جنسی و روابط جنسی مردمحور می‌دانند. بیش‌تر این زنان احساساتی نظیر طردشدگی جنسی از سوی شریکشان، یا از سویی دیگر، مورد توجه جنسی واقع شدن در حالی که میلی برای رابطه جنسی ندارند را گزارش کردند. این در حالی بود که آنان از بیان این احساسات به شریک جنسیشان واهمه داشته یا نگران این بوده‌اند که با خشم وی روبرو شوند.
هوگو اِم میالون، برپایه نظریه بازی‌ها تحلیلی از ارگاسم ساختگی ارائه کرده زیر نام بازی علامت‌دهی. تنها برخی پیش‌بینی‌های صورت گرفته توسط تحلیل وی با داده‌های حاصل از پرسش‌یابی‌هایی که برای سنجش روایی تحلیل وی انجام گرفته بودند، مرتبط بوده‌اند. برپایه داده‌ها، تنها زنان و مردانی که خود با پی‌بردن به این حقیقت که شریکشان ارگاسم ساختگی داشته، احساس بدی می‌کرده‌اند، کم‌تر از دیگر گروه‌ها اقدام به ارگاسم ساختگی می‌نموده‌اند. همچنین زوج‌های مسن‌تر، بیش از جوان‌ترها اقدام به ارگاسم ساختگی می‌کرده‌اند.
در یک پژوهش مشخص شد که زنانی که ارگاسم‌های ساختگی داشته‌اند بیش‌تر از دیگر زنان از نظر جنسی به شریکشان بی‌وفایی نشان داده و در موقعیت‌های اجتماعی با مردان دیگر لاس‌زنی می‌کرده‌اند. پژوهش‌گران این تحقیق بر این باورند که این گروه از زنان بیش‌تر ممکن است وارد روابط جنسی با کسی غیر از شریک جنسی خودشان بشوند. با این حال آنان هشدار داده‌اند که پژوهششان شامل یک نمونه کوچک بوده و این در حالی است که متغیرهای فراوانی را سنجیده‌اند.
زنان ممکن است از روی بی‌دقتی یا عمداً در جلسات مشاوره و درمان، رفتار جنسی خود را مطلوب قلمداد کنند؛ مثلاً اظهار کنند که در سکس به ارگاسم می‌رسند در حالی که ممکن است چنین نباشد. این اتفاق زمانی بیش‌تر رخ می‌دهد که زنان با یک مشاور یا درمانگر مرد صبحت می‌کنند. البته باید در نظر داشت که گاهی برخی زنان در هنگام صحبت با درمانگران زن نیز ممکن است چنین کنند.

## از نگاه فرگشتی
از نقطه نظر فرگشت ماده‌ها ممکن است برای نشان دادن وفاداری خود به شریکشان، به‌ویژه اگر او سازواری زیادی داشته باشد، اقدام به ارگاسم ساختگی کنند. چنانچه ماده‌ای با چندین شریک جنسی نر سکس داشته باشد، بدین معنی که از یک راهبرد جفت‌گیری چندهمسرانه بهره گیرد، هدفش ممکن است سودبری از چندین نر باشد که شامل به‌طور مثال دستیابی به منابع بیش‌تر و در نتیجه تولید نسلی با کیفیت ژن‌های بهتر می‌شود. اگر ماده بخواهد از نرهای با ژن‌های کم‌کیفیت‌تر تولید مثل کند، آن‌گاه باید وفاداری به خرج دهد؛ چراکه نرها مایل به هدر دادن منابعشان برای ماده‌ای که مطمئن نیستند بخواهد فرزند آن‌ها را به دنیا بیاورد، نیستند.
می‌دانیم که یک ارگاسم واقعی، به رسیدن شمار بیش‌تری از اسپرم‌ها از سوی نر به رحم ماده کمک شایانی می‌کند که این خود به معنی منافع بیش‌تر از نظر تولید نسل است. همچنین یک ارگاسم واقعی از نظر جفت‌پیوندی نیز منافع بیش‌تری دربردارد. ارگاسم ساختگی برای یک شریک با ژن‌های کم‌کیفیت‌تر بدین معنی است که ۱- آن شریک می‌تواند پدر فرزند به‌دنیا آمده از آن مادر باشد و ۲- آن مادر تنها و تنها به آن پدر وفادار است؛ چراکه با وی ارضاء می‌شود.
ارگاسم ساختگی همچنین می‌تواند روشی برای نگاه‌داشت شریک جنسی قلمداد شود. پژوهش‌ها حاکی از آنند که زنانی که احتمال بیش‌تری به بی‌وفایی از سوی شوهرانشان نشان می‌دهند، بیش‌تر اقدام به ارگاسم ساختگی نموده‌اند. این رفتار می‌تواند برای جنس ماده سودمند باشد؛ چراکه از این راه می‌تواند یک شریک جنسی برای طولانی‌مدت بیابد. این بدان سبب است که شریک جنسی زنان با ارگاسم‌های بیش‌تر، نسبت به شریک جنسی زنان با ارگاسم‌های کم‌تر یا بی‌ارگاسم، گزارش کرده‌اند که در ارتباط بین فردی بیشتر ارضاء می‌شوند. برخی پژوهش‌ها حاکی از آنند که زنانی که بیشتر اقدام به ارگاسم ساختگی می‌کنند، رفتارهای نگاه‌دارانه از جفت بیش‌تری از خود نشان می‌دهد؛ رفتارهایی نظیر پاییدن جفت (توجه به این‌که شریکشان به چه کسی وقت می‌گذراند و چک‌کردن دائمی آنان)، کشش‌های جنسی منفی درون-رابطه‌ای (لاسیدن با دیگر افراد در حالی که شریکشان متوجه آنان است)، کشش‌های جنسی مثبت (لباس‌پوشیدن به شیوه‌ای که شریکشان آن را می‌پسندد)، نمایش علائم تملکی در جمع (بوسیدن شریک جسی در حالی که دیگر زنانی که به گونه‌ای تهدید به‌شمار می‌آیند، آنان را ببینند) و کشش‌های جنسی منفی بیرون-رابطه‌ای (به نمایش گذاردن رفتارهای خسمانه در رابطه با زن دیگری که در حال نگاه کردن به شریک جنسی ایشان است). بسامد چنین رفتارهای ناشی از نگاه‌داری جفت، به‌طور مستقیم به میزان بی‌وفایی شریک جنسی بستگی دارد. پژوهش‌ها نشان می‌دهند که زمانی که خطر بی‌وفایی از بین رفته باشد، این گونه رفتارهای نگاه‌دارنده جفت کم‌تر صورت می‌پذیرند.
همچنین، ارگاسم ساختگی، زمانی که خطر بی‌وفایی از سوی زن و نه مرد، بیش‌تر باشد، به مثابه یک راهبرد نگاه‌داشت جفت، کارایی دارد. به‌طور مثال مشخص شده که مهم‌ترین هدف ارگاسم در زنان، به دست آوردن اسپرم از شریک مورد علاقه‌شان است؛ بنابراین برای مرد سودمند است که به ارگاسم زن توجه داشته باشد تا اطمینان حاصل کند که وی از نظر جنسی گزینش شده باشد. مردانی که از همه نظر برای رابطه‌شان با شریکشان هزینه کرده باشند، در صورت دیوثی، دچار ضرر بیش‌تر و باخت در فرایند رقابت برای اسپرم می‌شوند. در نتیجه، در شرایطی که احتمال بی‌وفایی از سوی زن بیش‌تر باشد، مرد به اینکه زن به ارگاسم رسیده باشد اهمیت می‌دهد. به سبب همین توجه است که زن ممکن است اقدام به ارگاسم ساختگی کند تا بتواند بر درک شریکش از سطح تعهد وی نسبت به شریکش تأثیر بگذارد. تأثیرگذاری بر میزان درک تعهد از سوی شریک جنسی، خود یکی از راهبردهای نگاه‌داشت جفت است که بیش‌تر توسط شریکی به نمایش گذارده می‌شود که احتمال بی‌وفایی شریک جنسی خود را می‌دهد. در حالی که پژوهش‌ها نشان می‌دهند که ۲۵٪ مردان نیز اقدام به ارگاسم ساختگی می‌کنند، داده‌های اندکی در این رابطه که مردان به سبب نگاه‌داشت شریک جنسی‌شان اقدام به چنین کاری می‌کنند، وجود دارد. مهم‌ترین دلیلی که مردان برای انی کارشان ارائه کرده بودند این بود که می‌خواستند هرچه سریع‌تر سکس تمام شود؛ چراکه نمی‌توانسته‌اند ارگاسم شوند و از سویی هم مایل نبوده‌اند که احساسات شریک‌شان را جریحه‌دار کنند.
در پژوهشی با محور ارگاسم ساختگی زنان، مشخص شد که مردان به تقریب به دقت کافی می‌توانند تشخیص دهند که آیا همسرشان ارگاسم ساختگی داشته یا نه. در این پژوهش، دقت در میان افراد مختلف، متفاوت بوده‌است. به‌طور مثال یکی از مردان معتقد بود که زنش هیچ‌گاه اقدام به ارگاسم ساختگی نکرده و این در حالی بود که همسرش ادعا کرده بود که به تقریب در ۱۰۰٪ موارد، اقدام به ارگاسم ساختگی نموده‌است. اما به‌طور کلی می‌توان نتیجه گرفت که دقت مردان در تشخیص ارگاسم ساختگی شریکشان گونه‌ای مسابقه تسلیحاتی فرگشتی دارد و آنان را قادر می‌سازد که فریب وفاداری ساختگی همسرشان را نخورند (تک‌همسری) و بتوانند به صورت حقیقی شریکشان را ارضاء کنند. این ایده که مردان اهمیت ویژه‌ای به ارگاسم شریکشان می‌دهند، از این نظریه پشتیبانی می‌کند.

## در رسانه‌ها

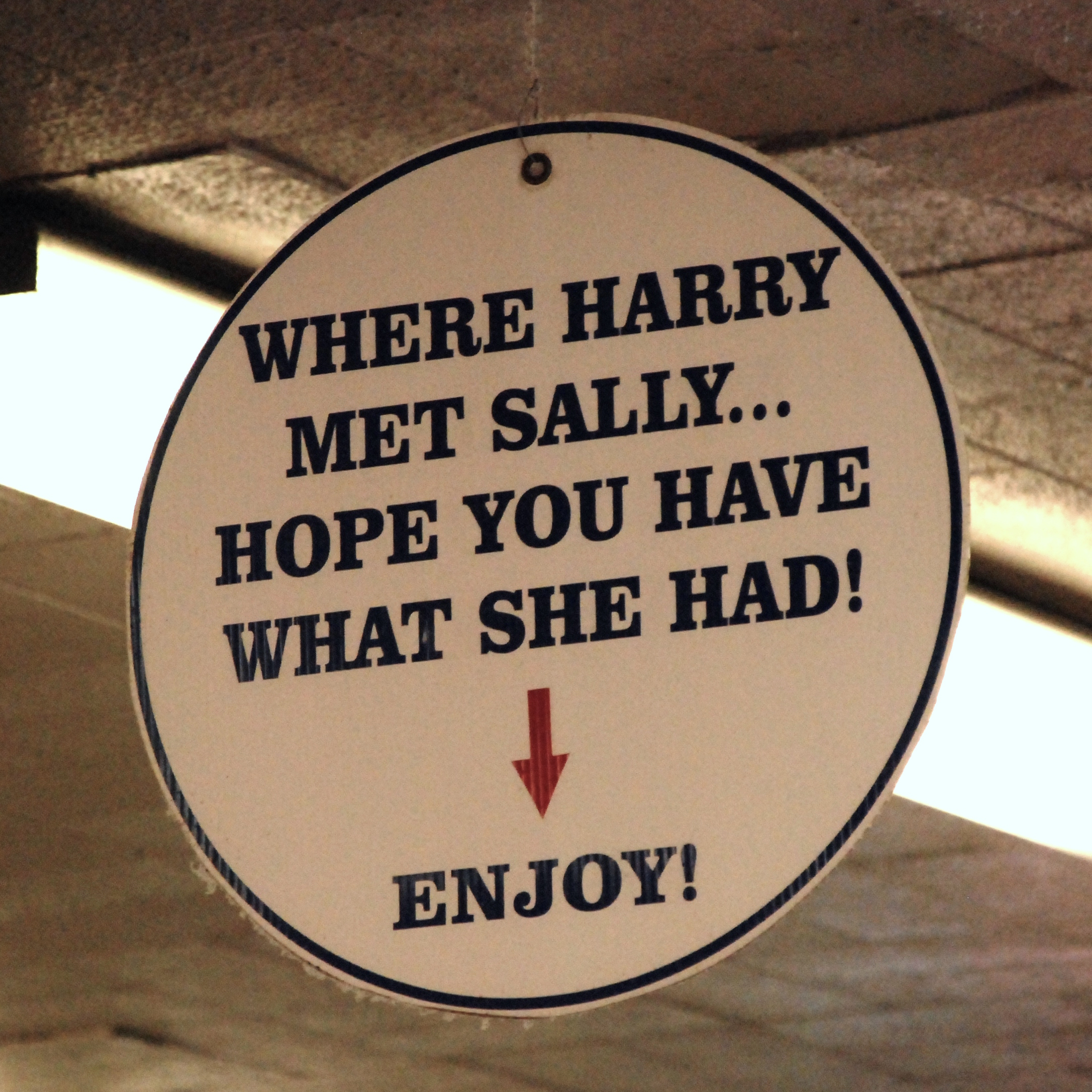
تصویری مربوط به فیلم وقتی هری سالی را دید

فیلم آمریکایی وقتی هری سالی را دید… به سال ۱۹۸۹، برای صحنه‌ای که در آن شخصیتی به نام سالی با بازیگری مگ رایان، در یک اغذیه‌فروشی تظاهر به ارگاسم می‌کند تا نشان دهد یک ارگاسم ساختگی چه قدر می‌تواند ارضاکننده باشد، مشهور است. در «منگو»، یکی از قسمت‌های سریال تلویزیونی آمریکایی ساینفلد، یکی از شخصیت‌های اصلی به نام الین بینز به همراه کاسمو کرمر، اقرار می‌کند که ارگاسم‌هایش ساختگی بوده و یکی دیگر از شخصیت‌های اصلی به‌نام جورج کاستانزا، بر همین اساس که الین «همیشه» ارگاسم‌هایش ساختگی بوده، دچار شک و پارانویا نسبت به دوست دخترش می‌شود.